# Charles Wesley Parker
Charles Wesley Parker (Baton Rouge, 1878 – Houston (Texas), 1946) was een Amerikaans componist, muziekpedagoog en dirigent.

## Levensloop
Parker studeerde muziek in Chicago. Vervolgens werd hij docent voor blaasinstrumenten en dirigent van de harmonieorkesten aan de Baylor Universiteit Waco (Texas). Als componist werd hij binnen en buiten de Verenigde Staten bekend door zijn American Legion March uit 1920. 